# Rafael Eerola
Rafael Eerola (ur. 23 kwietnia 1972 w Siikainen) – fiński hokeista, grający na pozycji obrońcy.

## Kariera klubowa
Eerola rozpoczął karierę w Rauman Lukko. W latach 1990–1993 grał w młodzieżowym zespole tego klubu. Sezon 1993/1994 rozpoczął w czwartoligowym Kuusamon Pallo-Karhut, skąd trafił do drugoligowego Kiekko-67, a potem do trzecioligowego Kangasniemen Palloilijat-51. W latach 1994–1996 reprezentował Kokkolan Hermes. W sezonie 1996/1997 grał w pierwszoligowym Raumanie Lukko, w barwach którego rozegrał 2 spotkania Europejskiej Hokejowej Ligi, a następnie w drugoligowym Uudenkaupungin Jää-Kotkat. Lata 1997-1999 spędził w Vaasan Sport.

## Losy po zakończeniu kariery
Po zakończeniu kariery został dyrektorem oddziału banku Säästöpankki w Raumie.

## Życie prywatne
Jest mężem posłanki Kristiiny Salonen, którą poślubił 17 sierpnia 2013.